# Chaowasit Sapsakunphon
Chaowasit Sapsakunphon (thailändisch เชาวสิทธิ์ ทรัพย์สกุลผล, * 25. Juli 1995), auch als Champ bekannt, ist ein thailändischer Fußballspieler.

## Karriere
Chaowasit Sapsakunphon spielte bis 2018 beim Chachoengsao Hi-Tek FC. Der Verein aus Chachoengsao, einer Stadt in der Provinz Chachoengsao, spielte in der dritten Liga, der Thai League 3, in der Upper Region. 2019 wechselte er zum Ligakonkurrenten Bangkok FC in die thailändische Hauptstadt Bangkok. Für Bangkok spielte er 38-mal in der dritten Liga. Im Mai 2021 unterschrieb er einen Vertrag beim Sukhothai FC. Der Verein aus Sukhothai spielt in der zweiten Liga, der Thai League 2. Am Ende der Saison 2021/22 feierte er mit dem Verein die Vizemeisterschaft und den Aufstieg in die erste Liga. Nach insgesamt 76 Ligaspielen, in denen er 16 Treffer erzielte, wechselte er im Sommer 2024 zum Zweitligaaufsteiger Bangkok FC. Nach einer Spielzeit, in der er 16 Zweitligaspiele bestritt, wechselte er im Sommer 2025 zum Drittligisten Navy FC. Mit dem Verein aus Sattahip spielt er in der Eastern Region der Liga.

## Erfolge
Sukhothai FC
- Thailändischer Zweitligavizemeister: 2021/22  ▲